# Mokřad Pumpák
Mokřad Pumpák je přírodní památka, která představuje mokřadní biotop v uměle vytvořeném prostředí s výskytem chráněných a ohrožených druhů živočichů, především obojživelníků a ptáků. Nachází se v nadmořské výšce 200 až 201 metrů, na severním okraji města Hulína, v prohlubni mezi železničními náspy tratí Přerov–Břeclav a Kojetín – Valašské Meziříčí.
Předmětem ochrany jsou významné stálé populace čolka velkého a kuňky obecné.

## Geologie, půdní poměry
Pumpák se nachází v Hornomoravském úvalu na západním okraji Holešovské plošiny, která je tvořena kvartérními sedimenty řeky Moravy a jejích přítoků. V severní části mokřadu vyvěrá železitý pramen, jehož intenzita kolísá podle dešťových srážek. Z půdních typů se na Pumpáku nalézá nivní půda glejová.

## Historie území
Vznik lokality je spojen s budováním železničních tratí kolem Hulína v 19. století. Úsek železnice Přerov – Břeclav byl zprovozněn roku 1841 a křižující trať Kojetín – Valašské Meziříčí byla do současné polohy přeložena v roce 1888. Materiál pro stavbu železničních náspů byl brán v nejbližším okolí, čímž vznikla stávající deprese naplněná vodou. Původní okolí bylo v těchto místech vždy silně podmáčené vlivem vystupující spodní vody a zpravidla nevysychá ani v době velkého sucha. Asi pro trvalý dostatek spodní vody zde byla v severozápadní části postavena čerpací stanice, která z 15 metrů hluboké studny čerpala (pumpovala) a ohřívala vodu pro parní lokomotivy na nedalekém nádraží Hulín. Odtud vznikl i místní název „Pumpák”. Do dnešní doby zde zůstaly základy čerpací stanice a částečně zasypaná studna.
Během modernizace železničního koridoru Přerov – Břeclav v roce 1997 hrozilo zavezení mokřadu stavebním materiálem, avšak díky výskytu chráněných živočichů k tomu nedošlo. V roce 2005 byl mokřad prohlášen za Evropsky významnou lokalitu (EVL) a v roce 2014 Zlínský kraj lokalitu prohlásil za Přírodní památku.

## Flóra a vegetace
Z chráněných druhů zde roste několik jedinců silně ohroženého starčku poříčního (Senecio sarracenicus). Na podmáčených a vlhkých místech rostou např. přesličky (Equisetum palustre, Equisetum fluviatile), kosatec žlutý (Iris pseudacorus), hrachor luční (Lathyrus pratensis), kakosty (Geranium pratense, Geranium robertianum), pryskyřníky (Ranunculus acris, Ranunculus bulbosus), kostival lékařský (Symphytum officinale), mochny (Potentilla anserina, Potentilla erecta, Potentilla reptans), podběl lékařský (Tussilago farfara), aj.
Na sušších místech a na železničních náspech roste např. mateřídouška vejčitá (Thymus pulegioides), kopretina bílá (Leucanthemum vulgare), šalvěje (Salvia verticillata, Salvia pratensis), divizna (Verbascum phlomoides) aj.
Ze stromů a keřů se vyskytují zejména olše lepkavá (Alnus glutinosa), vrby (Salix aurita, Salix fragilis, Salix caprea, Salix triandra), bříza bělokorá (Betula pendula), bez černý (Sambucus nigra) aj. Nejstarší stromy, smuteční vrby staré asi 80 let, byly zřejmě uměle vysazeny, podobně olše a břízy, část dřevin pochází z náletu.

## Fauna
Pumpák je významným stanovištěm ohrožených druhů ptáků, obojživelníků, plazů a hmyzu.
Na Pumpáku zjištěno celkem 71 druhů ptáků, z toho 30 prokazatelně hnízdících, z nichž 4 patří k ohroženým druhům: moták pochop (Circus aeruginosus), lejsek šedý (Muscicapa striata), bramborníček černohlavý (Saxicola torquata) a moudivláček lužní (Remiz pendulinus). Dále zde hnízdí kachna divoká (Anas platyrhynchos), bažant obecný (Phasianus colchicus), hrdličky (Streptopelia turtur, Streptopelia decaocto), kukačka obecná (Cuculus canorus), strakapoudi (Dendrocopos major, Dendrocopos minor), budníčkové (Phylloscopus collybita, Phylloscopus trochilus), sýkory (Parus major, Parus caeruleus), pěnkava obecná (Fringilla coelebs), vrabci (Passer domesticus, Passer montanus), straka obecná (Pica pica), špaček obecný (Sturnus vulgaris) aj.
Nejvýznamnějším druhem obojživelníků na této lokalitě je kriticky ohrožený čolek velký (Triturus cristatus). Místní populaci tvoří asi 100 dospělých jedinců. Dále se zde vyskytuje čolek obecný (Triturus vulgaris), populace je odhadnuta na 250 až 280 jedinců. Z dalších obojživelníků zde byla zjištěna kuňka obecná (Bombina bombina), ropucha obecná (Bufo bufo), rosnička zelená (Hyla arborea), aj.
Z plazů byli na lokalitě zjištěni ještěrka obecná (Lacerta agilis), slepýš křehký (Anguis fragilis) a užovka obojková (Natrix natrix).
Bylo zde zjištěno více než 180 druhů motýlů (Macrolepidoptera), např. otakárek fenyklový (Papilio machaon), více než 100 druhů brouků (Coleoptera), např. ohrožený druh zlatohlávek tmavý (Oxythyrea funesta). Vážky (Odonata) jsou zastoupeny minimálně deseti druhy.